# Jaskinia Ważecka
Jaskinia Ważecka (słow. Važecká jaskyňa) – jaskinia na pograniczu Kotliny Liptowskiej i północnego skraju Kozich Grzbietów (Tatr Niżnych) w Karpatach Zachodnich. Leży w południowo-zachodniej części wsi Važec w powiecie Liptowski Mikułasz na Słowacji. Udostępniona do zwiedzania.

## Położenie
Jaskinia Ważecka znajduje się w Krasie Ważeckim – niewielkim obszarze krasowym, obejmującym część Kozich Grzbietów, przyległą od południa do doliny Białego Wagu. Wejście do jaskini znajduje się na wysokości 784 m n.p.m., 8 m ponad obecnym korytem Białego Wagu.

## Geneza i morfologia
Jaskinia Ważecka jest typową jaskinią krasową. Powstała w plejstocenie w ciemnoszarych wapieniach środkowego triasu na skutek erozyjnej i korozyjnej działalności wód opadowych oraz wody płynącej jednej z odnóg Białego Wagu. Posiada tylko jedno znane wejście, wiodące do niezbyt rozległego systemy jaskiniowego, rozwiniętego głównie horyzontalnie, usytuowanego w masywie terasy rzecznej na powierzchni ok. 100 × 100 m. Łączna długość korytarzy wynosi 530 m.
Jaskinia składa się z szeregu niezbyt wysokich, rozległych sal, powstałych z reguły na poziomach nieciągłości warstw osadowych wapieni oraz komór, wytworzonych w miejscach pęknięć tektonicznych, połączonych siecią korytarzy. Wejściowe części jaskini, Objavná chodba i Vstupná chodba, wiodą do większych komór, z których największe to Jazierková sieň, Húskova sieň i Galéria. Część sal rozwinięta pionowo poprzez zawalenie stropów. Dno zasypane miejscami dość grubymi warstwami nanosów rzecznych (piaski i żwiry), w których odnaleziono dużą ilość kości niedźwiedzi jaskiniowych (Ursus spelaeus).
Przy niewielkich rozmiarach, jaskinia charakteryzuje się bogactwem form naciekowych o szklisto-przezroczystej, jasnobłękitnej lub woskowożółtej barwie. Przeważają formy o mniejszych rozmiarach: drobne stalaktyty, cienkie „makarony” i draperie naciekowe. Na spągu jaskini liczne polewy naciekowe.
Jakinia Ważecka jest przykładem jaskini o statyczno-dynamicznym charakterze mikroklimatu, ze średnią temperaturą w granicach 6,5–7,1 °C i wilgotnością 94–96%. We wstępnych częściach zaznaczają się sezonowe zmiany temperatury, a w zimie zachodzą tu procesy mrozowego wietrzenia wapiennych ścian jaskini.

## Flora i fauna
Jaskinia jest schronieniem dla nietoperzy (m.in. podkowiec mały). W licznych jeziorkach żyją skoczogonki.

## Dzieje poznania i udostępnienia turystycznego
Jaskinię odkrył w sierpniu 1922 r. student Ondrej Húska. Wykonane w podziemiach trzy fotografie, przedstawiające piękną szatę naciekową, przedstawił m.in. Milošowi Janošce, inspektorowi szkolnemu w Liptowskim Mikułaszu. Ten zorganizował kilkuosobową grupę, w skład której wschodzili również O. Húska, J. Ďurovič, P. Stach i Š. Rysuľa, z którą na początku września odwiedził i dokładniej zbadał jaskinię. Swoje obserwacje Janoška opisał następnie w niedawno założonym czasopiśmie krajoznawczym „Krásy Slovenska”. Artykuł ten przez dłuższy czas był jedynym źródłem informacji o jaskini.
Kilka lat później wynajął ją František Havránek (1887–1964), który zamierzał udostępnić ją zwiedzającym. Prace takie podjął w 1928 r. (stąd pojawiający się w niektórych publikacjach rok 1928 podawany jako rok otwarcia jaskini dla turystów), jednak oficjalna zgoda Urzędu Powiatowego w Liptowskim Mikułaszu na otwarcie jaskini dla zwiedzających została wydana dopiero w styczniu 1934 r., a pierwszy wpis w księdze gości jaskini pochodzi z kwietnia tegoż roku. F. Havranek aż do 1953 r. oprowadzał gości po jaskini przy świetle lamp karbidowych. Po wprowadzeniu oświetlenia elektrycznego datą ostatecznego otwarcia jaskini dla publiczności był rok 1954. Z całkowitej znanej obecnie długości jaskini zwiedzającym udostępniona jest okrężna trasa długości 235 m.
Jaskinią zarządza i udostępnia ją publiczności Správa slovenských jaskýň. Jaskinia jest czynna od początku lutego do końca listopada, codziennie z wyjątkiem poniedziałków. Dojazd samochodem do parkingu bezpośrednio przed wejściem do jaskini. Długość trasy turystycznej wynosi 235 m, przewyższenie 5 m (pokonywane przez 88 schodów), a czas zwiedzania 25 minut.
Jaskinia Ważecka należała do średnio licznie odwiedzanych słowackich jaskiń: w latach 1996–2005 odwiedzało ją rocznie średnio ok. 27 tys. osób, natomiast w latach 2011–2019 ze średnią ok. 17,7 tys. znalazła się już wśród najrzadziej odwiedzanych jaskiń.

## Ochrona jaskini
W 1968 r. została objęta ochroną jako pomnik przyrody (nowelizacja: 1972 r.).